# Fahlbauchamazilie
Die Fahlbauchamazilie (Amazilia yucatanensis) oder manchmal auch Yukatanamazilie genannt, ist eine Vogelart aus der Familie der Kolibris (Trochilidae). Die Art hat ein großes Verbreitungsgebiet in den nordamerikanischen Ländern USA und Mexiko sowie in den mittelamerikanischen Ländern Guatemala und Belize. Der Bestand wird von der IUCN als „nicht gefährdet“ (least concern) eingeschätzt.

## Merkmale
Die Fahlbauchamazilie erreicht eine Körperlänge von etwa 10 bis 11 Zentimetern bei einem Gewicht von bis zu 3,8 Gramm. Der hellrote Schnabel hat schwarze Flecken und wird ca. 1,33 mal so lang wie der Kopf. Beim Weibchen ist die Oberseite des Schnabels schwarz. Sonst sind beide Geschlechter sehr ähnlich. Die Kehle und die Brust sind schimmernd grün. Der Bauch ist hell grau bis gelbbraun bei der Unterart a. y. chalconota, zimtbraun bei der Nominatform a. y. yucatanensis. Die Unterschwanzdecken sind gelbbraun bis zimtfarben und heben sich vom Bauch kaum ab. Die Krone, der Nacken und die Oberseite leuchten goldgrün. Die Oberschwanzdecken sind rotbraun gepunktet. Der Schwanz ist rotbraun. Die inneren Steuerfedern sind grün, die äußeren bronzegrün.

## Habitat
Die Fahlbauchamazilie bewegt sich vorzugsweise in aridem bis semi-ariden Wald, gestrüppartigem Buschwerk und Waldlichtungen mit Blumen. Sie kann aber auch in Stadtparks und Gärten mit entsprechender Vegetation beobachtet werden.

## Verhalten
Die Fahlbauchamazilie bewegt sich vorzugsweise im Dickicht und an Kletterpflanzen. Den Nektar bezieht sie auch von den Blüten in offenen Gärten. Im Winter verlässt sie die Gegend des Rio Grande und zieht südwärts Richtung Mexiko. Im Frühling kehrt sie dann zurück.

## Unterarten

Verbreitungsgebiet der Fahlbauchamazilie

Es sind bisher drei Unterarten bekannt.
- Amazilia yucatanensis yucatanensis (Cabot, 1845)[3]
- Amazilia yucatanensis chalconota Oberholser, 1898[4]
- Amazilia yucatanensis cerviniventris (Gould, 1856)[5]

Die Nominatform yucatanensis kommt im Südosten Mexikos, im Norden Belizes und Nordwesten Guatemalas vor. In Mexiko findet man sie in den Bundesstaaten Tabasco, Campeche und Yucatán. Im Osten Mexikos, in den Bundesstaaten Veracruz, Puebla und Chiapas findet man die Unterart cerviniventris. Die Subspezies chalconota ist im Süden der USA in Texas und im Nordosten Mexikos bis in den Süden des Bundesstaates San Luis Potosí präsent.

## Etymologie und Forschungsgeschichte
Samuel Cabot beschrieb die Fahlbauchamazilie unter dem Namen Trochilus yucatanensis. Das Typusexemplar stammte aus Yucatán. Erst später wurde sie der Gattung Amazilia zugeschlagen. Dieses Wort stammt aus einer Novelle von Jean-François Marmontel, der in Les Incas, ou La destruction de l'empire du Pérou von einer Inkaheldin namens Amazili berichtet. Der Artname yucatanensis bezieht sich auf das Sammelgebiet Yucatán. Das Wort chalconota ist ein Gebilde aus den griechischen Wörtern χαλκός chalkós für „bronzefarben“ und νῶτον nōton für „Rücken“. Das Wort cerviniventris ist lateinischen Ursprungs und leitet sich von cervinus für „hirschfarben, hirschfarbig“ und venter für „Bauch“ ab.